# Afanasij Blinow
Afanasij Siergiejewicz Blinow (ros. Афанасий Сергеевич Блинов; ur. 1904 we wsi Kluczi w guberni wiackiej, zm. 1961 w Moskwie) – wiceminister bezpieczeństwa państwowego ZSRR w latach 1946–1951, generał porucznik.

## Życiorys
Od 1927 w milicji i WKP(b), od 1929 w OGPU, pełnomocny przedstawiciel OGPU na Uralu, potem oficer operacyjny NKWD w obwodzie swierdłowskim i czelabińskim. Od 1937 kierownik Tajnego Wydziału Politycznego NKWD Kraju Krasnojarskiego, od 1938 kierownik oddziału i zastępca szefa jednostek śledczych 3 Wydziału Głównego Zarządu Bezpieczeństwa Państwowego. Od 27 kwietnia 1939 do 26 lutego 1941 szef Zarządu NKWD obwodu iwanowskiego, potem do 31 lipca 1941 szef Zarządu NKGB tego obwodu, od 31 lipca do 30 grudnia 1941 ponownie szef NKWD, od 30 grudnia 1941 do 28 grudnia 1942 szef Zarządu NKWD obwodu kujbyszewskiego, od 28 grudnia 1942 do 7 maja 1943 szef Zarządu 3 NKWD ZSRR, od 7 maja 1943 do 13 lipca 1946 szef NKWD/MGB obwodu moskiewskiego. Od 9 lipca 1945 generał porucznik bezpieczeństwa państwowego. Od 13 lipca 1946 do 26 sierpnia 1951 zastępca ministra bezpieczeństwa państwowego ZSRR. Od 1951 pracownik Ministerstwa Kontroli Państwowej Rosyjskiej FSRR. 1954 pozbawiony stopnia generała porucznika za „zdyskredytowanie się podczas pracy w organach bezpieczeństwa”.
Deputowany do Rady Najwyższej ZSRR 3 kadencji.

## Odznaczenia
- Order Czerwonego Sztandaru (dwukrotnie)
- Order Wojny Ojczyźnianej I klasy (dwukrotnie)
- Order Czerwonej Gwiazdy (dwukrotnie)
- Order „Znak Honoru”